# Climat de l'Arctique

Carte de l'Arctique avec le cercle polaire arctique (ligne bleu) et l'isotherme à 10 °C du mois de juillet en 2002 (ligne rouge).

Le climat de l'Arctique se caractérise par des hivers longs et froids et des étés courts et frais. Le climat de l'Arctique est très variable, mais toutes les régions subissent des rayonnements solaires extrêmes en été et en hiver. Certaines parties de l'Arctique sont couvertes de glace (glace de mer, glacier ou neige) tout au long de l'année, et presque toutes les parties de l'Arctique connaissent de longues périodes avec une forme ou une autre de glace à la surface.
L'Arctique est constitué d'un océan largement entouré de terres. Le climat d'une grande partie de l'Arctique est donc modéré par l'eau de l'océan, dont la température ne peut jamais être inférieure à -2 °C. En hiver, cette eau relativement chaude, même si elle est recouverte par la banquise arctique, empêche le pôle Nord d'être l'endroit le plus froid de l'hémisphère Nord et explique en partie pourquoi l'Antarctique est beaucoup plus froid que l'Arctique.

## Vue d'ensemble de l'Arctique
De façon générale, l'Arctique est la région entourant le pôle Nord de la Terre, à l’intérieur et aux abords du cercle polaire arctique. Ce n'est cependant pas une des régions du monde telles qu'elles sont retenues par l'ONU. Selon Camille Escudé-Joffres, « [à] première vue (...) les régions arctiques s’appréhendent bien davantage en termes de diversité que d’unité : diversité politique, sociale, économique, culturelle, géographique, climatique ».
Il existe plusieurs définitions de la région arctique,. La limite généralement admise est donnée par le cercle arctique (latitude 66° 34′ N), où, lors des solstices, il fait jour ou nuit pendant vingt-quatre heures,. Selon cette définition, l'Arctique représente une surface d'environ 21 027 000 km2[réf. nécessaire]. D'autres définitions s'appuient sur des données climatiques et environnementales, comme la courbe isotherme des 10 °C au mois de juillet, une limite, variable dans le temps, qui marque approximativement la limite au-delà de laquelle les arbres ne poussent plus,. Politiquement et socialement, la région arctique inclut les territoires nordiques des huit États arctiques, dont la Laponie et l'Inuit Nunangat qui sont en grande partie situés au nord du cercle arctique, bien qu'en sciences naturelles cette partie soit considérée comme subarctique.

## Histoire de l'observation du climat arctique
En raison de l’absence de grands centres de population dans l’Arctique, les observations météorologiques et climatiques de la région ont tendance à être très espacées et de courte durée par rapport aux latitudes moyennes et aux tropiques. Bien que les Vikings aient exploré certaines parties de l’Arctique il y a plus d’un millénaire et qu’un petit nombre de personnes vivent le long de la côte arctique depuis bien plus longtemps, les connaissances scientifiques sur la région ont mis du temps à se développer ; les grandes îles de Severnaya Zemlya, juste au nord de la péninsule de Taymyr sur le continent russe, n'ont été découvertes qu'en 1913 et cartographiées avant le début des années 1930.

### Première exploration européenne
Une grande partie de l'exploration historique de l'Arctique a été motivée par la recherche des passages du Nord-Ouest et du Nord-Est. Les expéditions des XVIe et XVIIe siècles siècles ont été menées en grande partie par des commerçants à la recherche de ces passages entre l'Atlantique et le Pacifique. Ces incursions dans l'Arctique ne se sont pas éloignées des côtes nord-américaines et eurasiennes, et n'ont pas réussi à trouver une route navigable par l'un ou l'autre des passages.
Les expéditions nationales et commerciales ont continué à approfondir les cartes de l'Arctique tout au long du XVIIIe siècle, mais ont largement négligé les autres observations scientifiques. Les expéditions menées entre les années 1760 et le milieu du XIXe siècle se sont également perdues en tentant de naviguer vers le nord, car beaucoup pensaient à l'époque que l'océan entourant le pôle Nord était une mer libre de glace. Ces premières explorations ont permis de se faire une idée de l'état de la glace de mer dans l'Arctique et, parfois, d'obtenir d'autres informations sur le climat.
Au début du XIXe siècle, certaines expéditions se sont efforcées de recueillir des observations météorologiques, océanographiques et géomagnétiques plus détaillées, mais elles sont restées très rares. À partir des années 1850, les observations météorologiques régulières se généralisent dans de nombreux pays et la marine britannique met en place un système d'observation détaillé. Les expéditions de la seconde moitié du XIXe siècle commencent ainsi à dresser un tableau du climat arctique.

### Premiers efforts d'observation européens

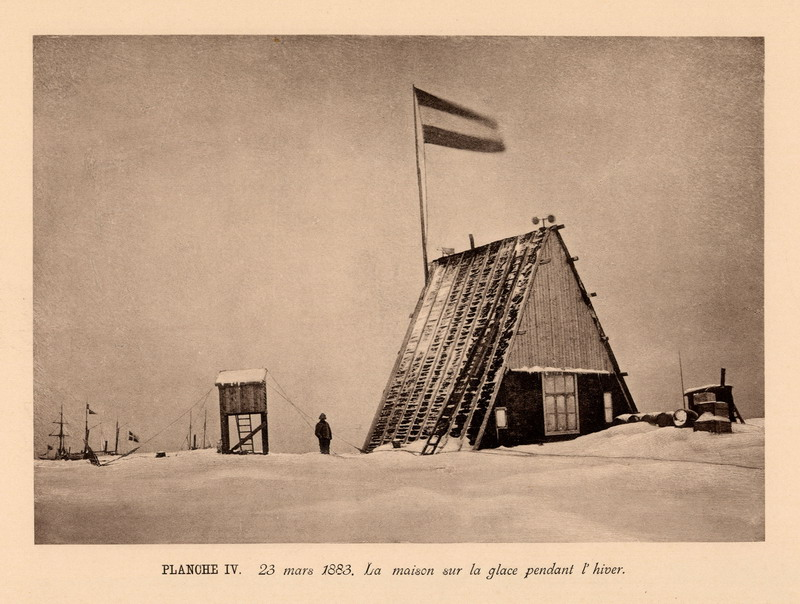
Une photographie de la première station de l'API sur le site de la mer de Kara en hiver

Le premier effort majeur des Européens pour étudier la météorologie de l'Arctique a été la première Année polaire internationale (API), de 1882 à 1883. Onze pays ont apporté leur soutien à l'établissement de douze stations d'observation autour de l'Arctique. Les observations n'étaient pas aussi étendues ou durables qu'il l'aurait fallu pour décrire le climat en détail, mais elles ont fourni le premier aperçu cohérent des conditions météorologiques de l'Arctique.
En 1884, l'épave du Briya, un navire abandonné trois ans plus tôt au large de la côte arctique orientale de la Russie, a été retrouvée sur la côte du Groenland. Fridtjof Nansen se rend alors compte que la banquise se déplace du côté sibérien de l'Arctique vers le côté atlantique. Il décida d'utiliser ce mouvement en congelant un navire spécialement conçu, le Fram, dans la banquise et en le laissant traverser l'océan. Des observations météorologiques ont été recueillies à bord du navire pendant sa traversée, de septembre 1893 à août 1896. Cette expédition a également permis d'obtenir des informations précieuses sur la circulation de la surface de glace de l'océan Arctique.
Au début des années 1930, les premières études météorologiques significatives ont été menées à l'intérieur de l'inlandsis du Groenland. Elles ont permis de connaître le climat le plus extrême de l'Arctique et de suggérer pour la première fois que l'inlandsis repose sur une dépression du socle rocheux (dont on sait aujourd'hui qu'elle est causée par le poids de la glace elle-même).
Cinquante ans après la première API, de 1932 à 1933, une deuxième API a été organisée. Celle-ci était plus importante que la première, avec 94 stations météorologiques, mais la Seconde Guerre mondiale a retardé ou empêché la publication d'une grande partie des données recueillies pendant cette période. Un autre moment important dans l'observation de l'Arctique avant la Seconde Guerre mondiale s'est produit en 1937, lorsque l'URSS a établi la première des 30 stations dérivantes du pôle Nord. Cette station, comme les suivantes, a été installée sur une épaisse banquise de mer et a dérivé pendant près d'un an, son équipage observant l'atmosphère et l'océan tout au long du trajet.

### Observations durant la guerre froide

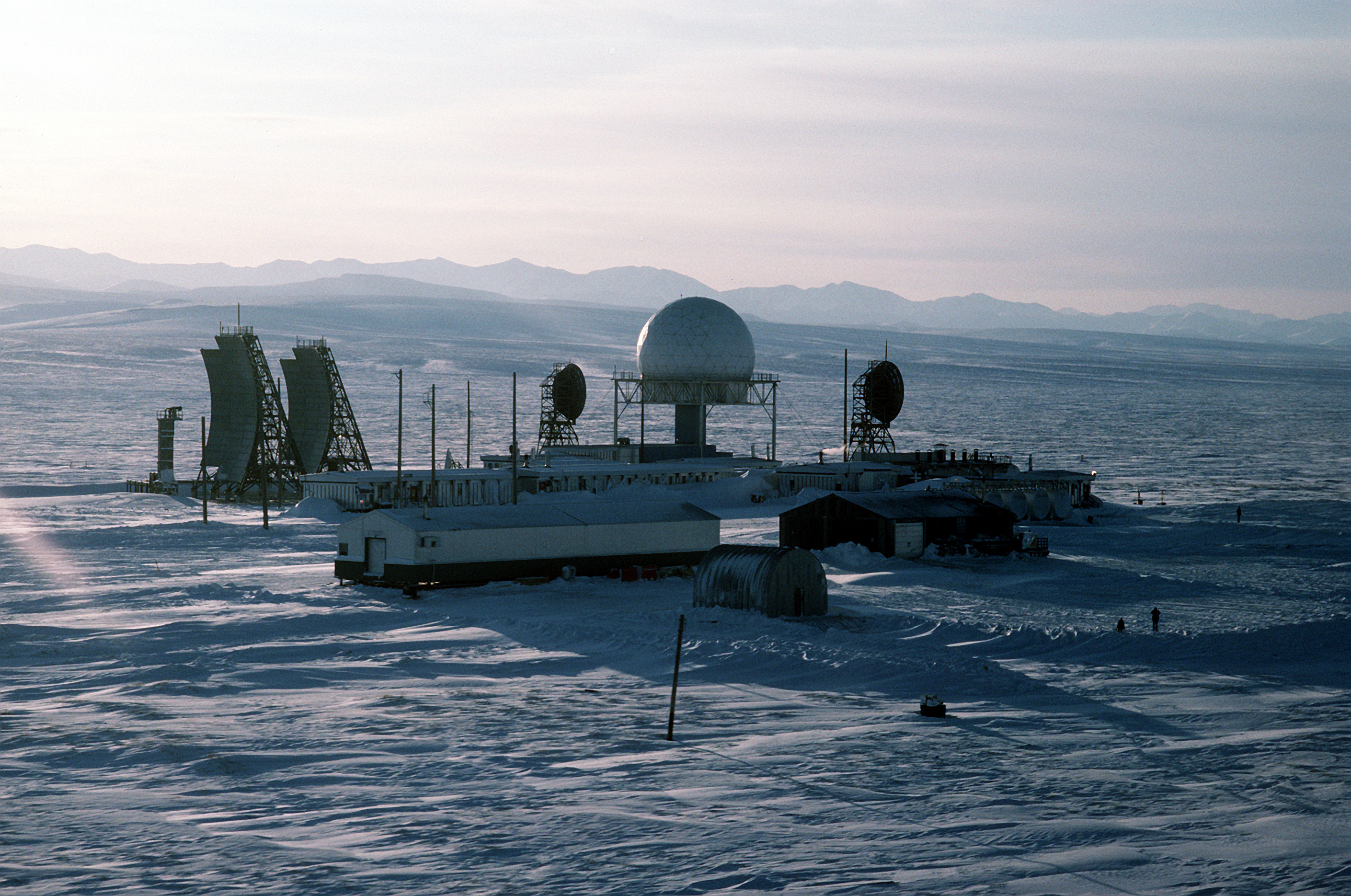
Un site de la Ligne DEW à Point Lay, Alaska

Après la Seconde Guerre mondiale, l'Arctique, situé entre l'URSS et l'Amérique du Nord, est devenu une ligne de front de la guerre froide, ce qui a involontairement permis de mieux comprendre son climat. Entre 1947 et 1957, les gouvernements des États-Unis et du Canada ont établi une chaîne de stations le long de la côte arctique, connue sous le nom Ligne DEW (DEWLINE), afin de prévenir d'une attaque nucléaire soviétique. Nombre de ces stations ont également recueilli des données météorologiques.
L'Union soviétique s'est également intéressée à l'Arctique et y a établi une présence significative en poursuivant les stations dérivantes North-Pole. Ce programme a fonctionné sans interruption, avec 30 stations dans l'Arctique de 1950 à 1991. Ces stations ont recueilli des données qui sont encore précieuses aujourd'hui pour comprendre le climat du bassin arctique.

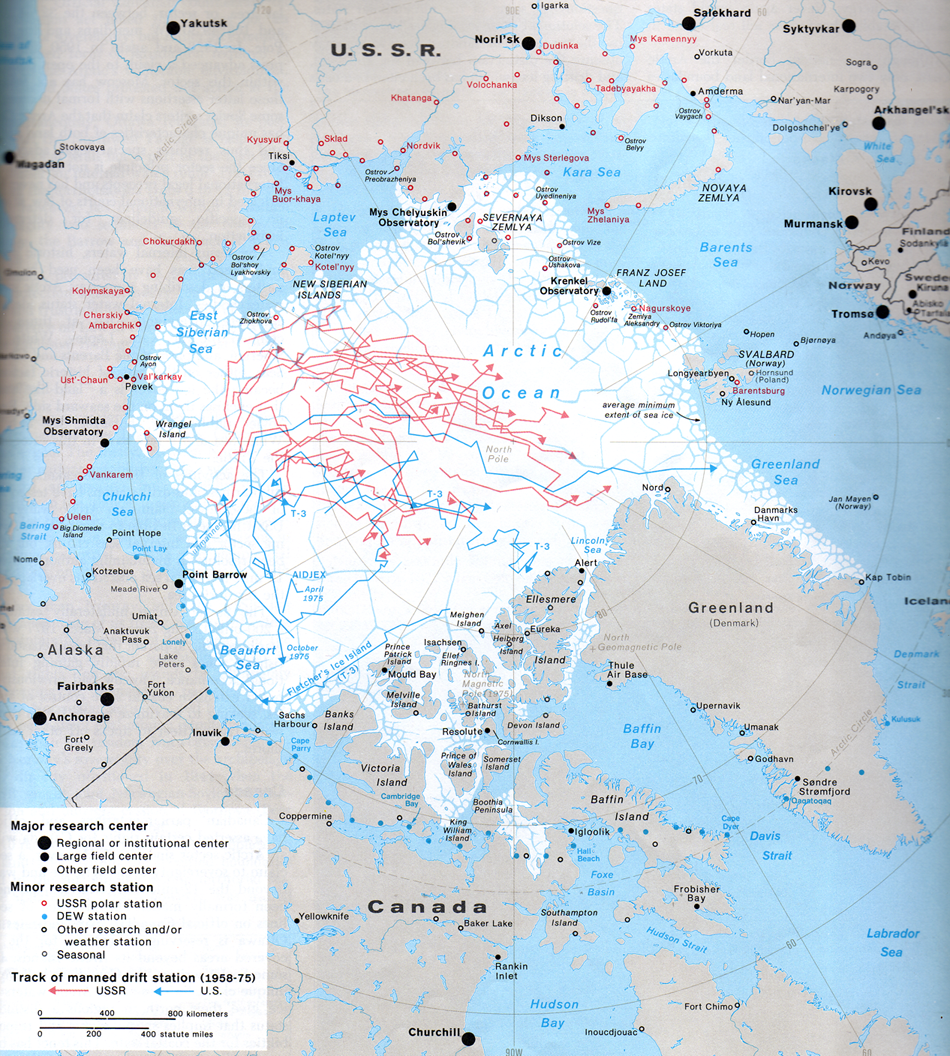
Emplacement des installations de recherche dans l'Arctique au milieu des années 1970 et le tracé des stations dérivantes entre 1958 et 1975.

Un autre avantage de la guerre froide a été l'acquisition d'observations provenant des excursions militaires américaines et soviétiques dans l'Arctique. En 1958, un sous-marin nucléaire américain, le Nautilus, a été le premier navire à atteindre le pôle Nord. Dans les décennies qui ont suivi, les sous-marins ont régulièrement navigué sous la banquise arctique, recueillant au passage des observations sonar sur l'épaisseur et l'étendue de la glace. Ces données sont devenues disponibles après la guerre froide et ont fourni des preuves de l'amincissement de la banquise arctique. La marine soviétique a également mené des opérations dans l'Arctique. Le brise-glace nucléaire Arktika a notamment atteint le pôle Nord en 1977, première fois qu'un navire de surface a atteint le pôle.
Les expéditions scientifiques dans l'Arctique se sont également multipliées au cours des décennies de la guerre froide, bénéficiant parfois, sur le plan logistique ou financier, de l'intérêt des militaires. En 1966, la première carotte de glace profonde du Groenland a été prélevée à Camp Century, donnant un aperçu du climat de la dernière période glaciaire. Ces données ont été complétées au début des années 1990 lorsque deux carottes plus profondes ont été prélevées près du centre de l'inlandsis groenlandais. Depuis 1979, le Programme de Bouées de l'Océan Arctique (qui deviendra le Programme International de Bouées de l'Océan Arctique (en) en 1991) recueille des données météorologiques et des données sur la dérive des glaces dans l'océan Arctique à l'aide d'un réseau de 20 à 30 bouées.

### L'ère des satellites
La fin de l'Union soviétique en 1991 a entraîné une diminution spectaculaire des observations régulières de l'Arctique. Le gouvernement russe a mis fin au système de stations dérivantes au pôle Nord et a fermé de nombreuses stations de surface dans l'Arctique russe. De même, les gouvernements des États-Unis et du Canada ont réduit les dépenses consacrées à l'observation de l'Arctique en raison de la diminution de la nécessité perçue du réseau de la Ligne DEW. Par conséquent, la collection la plus complète d'observations de surface dans l'Arctique porte sur la période 1960-1990.
La vaste gamme d'instruments de télédétection par satellite aujourd'hui en orbite a permis de remplacer certaines des observations perdues après la guerre froide et de fournir une couverture qui aurait été impossible sans eux. Les observations régulières de l'Arctique par satellite ont commencé au début des années 1970 et se sont développées et améliorées depuis. L'un des résultats de ces observations est un enregistrement complet de l'étendue de la banquise (en) dans l'Arctique depuis 1979. La diminution de l'étendue observée dans cet enregistrement (NASA, 21 Fevrier 2011, sur la Wayback Machine, NSIDC), et son lien possible avec le réchauffement climatique anthropique, a contribué à accroître l'intérêt pour l'Arctique au cours des dernières années. Les instruments satellitaires actuels fournissent des images de routine non seulement des nuages, de la neige et de la glace de mer dans l'Arctique, mais aussi d'autres variables, peut-être moins attendues, comme les températures de surface et atmosphériques, la teneur en humidité de l'atmosphère, les vents et la concentration d'ozone.
La recherche scientifique civile sur le terrain s'est certainement poursuivie dans l'Arctique, et elle sera stimulée de 2007 à 2009 par l'augmentation des dépenses consacrées à la recherche polaire par les pays du monde entier dans le cadre de la troisième Année polaire internationale. Au cours de ces deux années, des milliers de scientifiques de plus de 60 pays coopéreront pour mener à bien plus de 200 projets visant à étudier les aspects physiques, biologiques et sociaux de l'Arctique et de l'Antarctique (API).
Les chercheurs modernes bénéficient également de modèles informatiques. Ces logiciels sont parfois relativement simples, mais deviennent souvent très complexes car les scientifiques essaient d'inclure de plus en plus d'éléments de l'environnement pour rendre les résultats plus réalistes. Les modèles, bien qu'imparfaits, fournissent souvent des informations précieuses sur des questions liées au climat qui ne peuvent être testées dans le monde réel. Ils sont également utilisés pour tenter de prédire le climat futur et l'effet que les changements atmosphériques causés par l'homme pourraient avoir sur l'Arctique et au-delà. Une autre utilisation intéressante des modèles a consisté à les utiliser, avec des données historiques, pour produire une meilleure estimation des conditions météorologiques sur l'ensemble du globe au cours des 50 dernières années, en remplissant les régions où aucune observation n'a été faite (ECMWF). Ces ensembles de données de réanalyse permettent de compenser le manque d'observations sur l'Arctique.

## Irradiation solaire

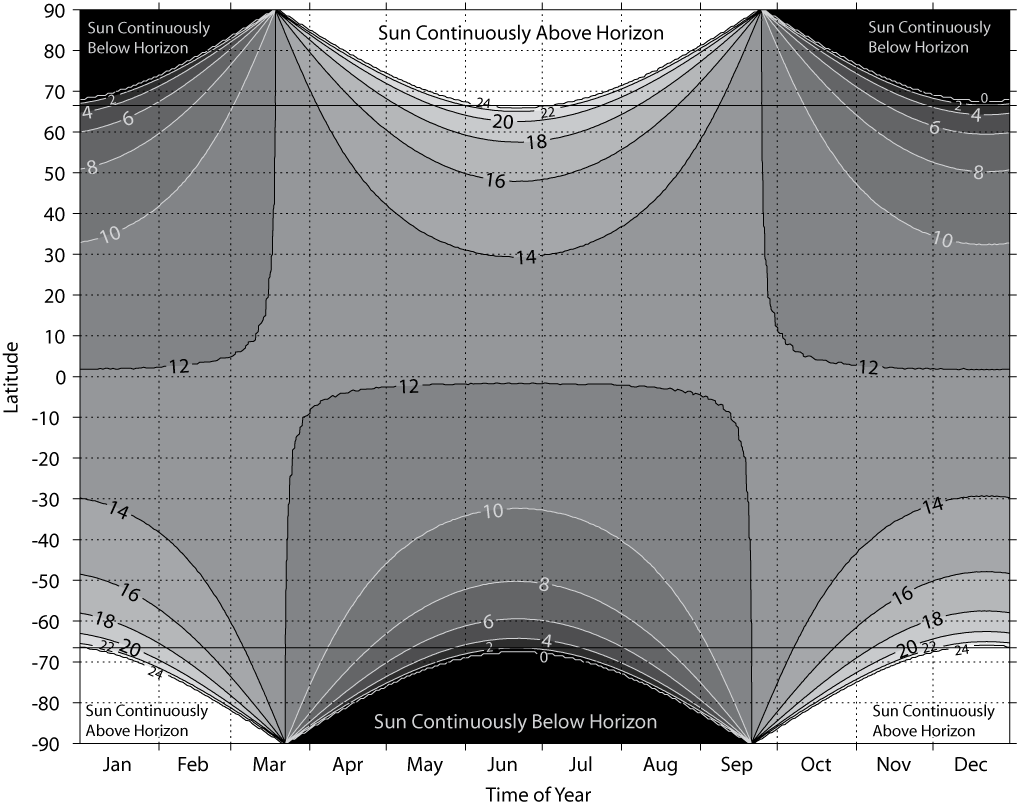
Variations de la durée du jour selon la latitude et la période de l'année. La réfraction atmosphérique fait apparaître le soleil plus haut dans le ciel qu'il ne l'est géométriquement, et fait donc que l'étendue des 24 heures du jour ou de la nuit diffère légèrement de celle des cercles polaires.

La quasi-totalité de l'énergie disponible à la surface et dans l'atmosphère de la Terre provient du soleil sous forme de rayonnement solaire (lumière du soleil, y compris les rayons ultraviolets et infrarouges invisibles). Les variations de la quantité de rayonnement solaire atteignant les différentes parties de la Terre sont l'un des principaux moteurs du climat mondial et régional. La latitude est le facteur le plus important qui détermine la quantité moyenne annuelle de rayonnement solaire atteignant le sommet de l'atmosphère. Le rayonnement solaire incident diminue progressivement de l'équateur aux pôles. Par conséquent, la température tend à diminuer avec l'augmentation de la latitude.
En outre, la durée de chaque journée, déterminée par la saison, a un impact significatif sur le climat. Les journées de 24 heures que l'on trouve près des pôles en été se traduisent par un flux solaire moyen journalier important atteignant le sommet de l'atmosphère dans ces régions. Au solstice de juin, le rayonnement solaire qui atteint le sommet de l'atmosphère au cours de la journée est 36 % plus élevé au pôle Nord qu'à l'équateur. Cependant, au cours des six mois qui vont de l'équinoxe de septembre à l'équinoxe de mars, le pôle Nord ne reçoit pas de lumière solaire.

Variations de la durée du jour selon la latitude et la période de l'année. L'angle plus petit avec lequel le soleil coupe l'horizon dans les régions polaires, par rapport aux tropiques, entraîne des périodes de crépuscule plus longues dans les régions polaires et explique l'asymétrie de l'intrigue.

Le climat de l'Arctique dépend également de la quantité de lumière solaire qui atteint la surface et qui est absorbée par celle-ci. Les variations de la couverture nuageuse peuvent entraîner des variations importantes de la quantité de rayonnement solaire atteignant la surface à des endroits situés à la même latitude. Les différences d'albédo de la surface, dues par exemple à la présence ou à l'absence de neige et de glace, influencent fortement la fraction du rayonnement solaire atteignant la surface qui est réfléchie plutôt qu'absorbée.

### Hiver
Pendant les mois d'hiver, de novembre à février, le soleil reste très bas dans le ciel de l'Arctique, voire ne se lève pas du tout. Lorsqu'il se lève, les journées sont courtes et la position basse du soleil dans le ciel signifie que, même à midi, peu d'énergie atteint la surface. En outre, la majeure partie du faible rayonnement solaire qui atteint la surface est réfléchie par la couche de neige. La neige froide réfléchit entre 70 % et 90 % du rayonnement solaire qui l'atteint, et la neige recouvre la majeure partie des terres et des glaces de l'Arctique en hiver. Les seuls éléments qui empêchent l'Arctique de se refroidir continuellement tout au long de l'hiver sont le transport d'air et d'eau de mer plus chauds vers l'Arctique depuis le sud et le transfert de chaleur de la terre et de l'océan souterrains (qui gagnent tous deux de la chaleur en été et la libèrent en hiver) vers la surface et l'atmosphère.

### Printemps
Les journées dans l'Arctique rallongent rapidement en mars et avril, et le soleil monte plus haut dans le ciel, ce qui apporte à l'Arctique un rayonnement solaire plus important qu'en hiver. Au cours de ces premiers mois du printemps de l'hémisphère nord, la majeure partie de l'Arctique connaît encore des conditions hivernales, mais avec l'apport de la lumière du soleil. Les températures toujours basses et la persistance d'une couverture neigeuse blanche signifient que l'énergie solaire supplémentaire qui atteint l'Arctique tarde à avoir un impact significatif, car elle est principalement réfléchie sans réchauffer la surface. En mai, les températures augmentent, car la lumière du jour qui, 24 heures sur 24, atteint de nombreuses régions. Mais la majeure partie de l'Arctique est encore couverte de neige, de sorte que la surface de l'Arctique réfléchit plus de 70 % de l'énergie solaire qui l'atteint dans toutes les régions, à l'exception de la mer de Norvège et du sud de la mer de Béring, où l'océan est libre de glace, et de certaines zones terrestres adjacentes à ces mers, où l'influence modératrice de l'eau libre aide à faire fondre la neige plus tôt.
Dans la majeure partie de l'Arctique, la fonte des neiges commence à la fin du mois de mai ou au début du mois de juin. Cela déclenche une rétroaction, car la neige fondante réfléchit moins le rayonnement solaire (50 % à 60 %) que la neige sèche, ce qui permet d'absorber plus d'énergie et d'accélérer la fonte. Lorsque la neige disparaît sur la terre ferme, les surfaces sous-jacentes absorbent encore plus d'énergie et commencent à se réchauffer rapidement.

### Été
Au pôle Nord, au solstice de juin, vers le 21 juin, le soleil est à 23,5° au-dessus de l'horizon. À partir de ce moment et jusqu'à l'équinoxe de septembre, le soleil se rapproche lentement de l'horizon, offrant de moins en moins de rayonnement solaire au pôle. Cette période de coucher du soleil correspond à peu près à l'été dans l'Arctique.

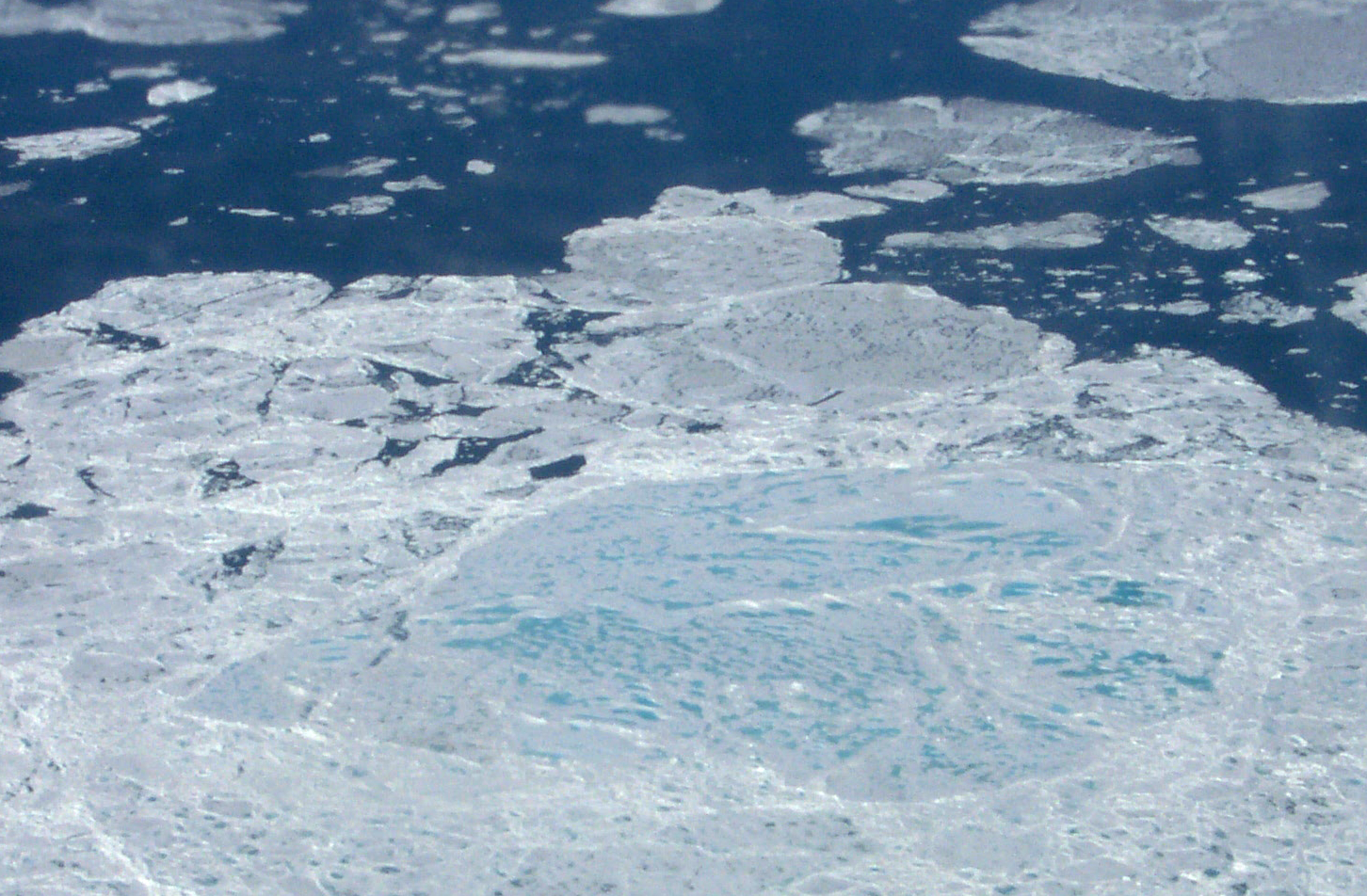
Photographie prise depuis un avion montre une section de la glace de mer. Les zones bleues plus claires sont des étangs de fonte et les zones les plus sombres sont des eaux libres

Comme l'Arctique continue de recevoir l'énergie du soleil pendant cette période, la terre, qui est maintenant presque dépourvue de neige, peut se réchauffer par temps clair lorsque le vent ne vient pas de l'océan froid. Au-dessus de l'océan Arctique, la couverture neigeuse de la glace de merdisparaît et des mares d'eau de fonte commencent à se former sur la glace de mer, ce qui réduit encore la quantité de lumière solaire réfléchie par la glace et contribue à la fonte de la glace. Sur les bords de l'océan Arctique, la glace fond et se brise, exposant l'eau de l'océan, qui absorbe presque tout le rayonnement solaire qui l'atteint, stockant l'énergie dans la colonne d'eau. En juillet et août, la plupart des terres sont dénudées et absorbent plus de 80 % de l'énergie solaire qui atteint la surface. Là où la glace de mer subsiste, dans le centre du bassin arctique et dans les détroits entre les îles de l'archipel canadien, les nombreux étangs de fonte et l'absence de neige entraînent l'absorption d'environ la moitié de l'énergie solaire, mais cette énergie sert principalement à faire fondre la glace, car sa surface ne peut pas se réchauffer au-dessus du point de congélation.
Une couverture nuageuse fréquente, dépassant 80 % sur une grande partie de l'océan Arctique en juillet, réduit la quantité de rayonnement solaire qui atteint la surface en réfléchissant une grande partie de ce rayonnement avant qu'il n'atteigne la surface. Des périodes de clarté inhabituelles peuvent entraîner une augmentation de la fonte de la banquise ou des températures plus élevées (NSIDC, 23 Décembre 2007).
Le Groenland : L'intérieur du Groenland diffère du reste de l'Arctique. La faible fréquence des nuages au printemps et en été et l'altitude élevée, qui réduit la quantité de rayonnement solaire absorbée ou diffusée par l'atmosphère, se combinent pour donner à cette région la plus grande quantité de rayonnement solaire entrant à la surface de tout l'Arctique. Cependant, l'altitude élevée et les températures basses correspondantes empêchent la neige de fondre, ce qui limite l'effet de réchauffement de tout ce rayonnement solaire.
En été, lorsque la neige fond, les Inuits vivent dans des huttes en forme de tente, faites de peaux d'animaux tendues sur une armature.

### Automne
En septembre et octobre, les jours raccourcissent rapidement et, dans les régions septentrionales, le soleil disparaît complètement du ciel. La quantité de rayonnement solaire disponible à la surface diminue rapidement et les températures suivent le mouvement. La glace de mer commence à regeler et finit par se recouvrir d'une nouvelle couche de neige, ce qui a pour effet de réfléchir encore plus la quantité décroissante de lumière solaire qui l'atteint. De même, au début du mois de septembre, les zones terrestres du nord et du sud reçoivent leur couche de neige hivernale qui, combinée à la réduction du rayonnement solaire à la surface, met fin aux journées chaudes que ces zones peuvent connaître en été. En novembre, l'hiver bat son plein dans la majeure partie de l'Arctique, et la faible quantité de rayonnement solaire qui atteint encore la région ne joue pas un rôle significatif dans son climat.

## Température

Température moyenne de janvier dans l'Arctique

L'Arctique est souvent perçu comme une région gelée en permanence. Bien qu'une grande partie de la région connaisse des températures très basses, celles-ci varient considérablement en fonction du lieu et de la saison. Les températures hivernales sont en moyenne inférieures au point de congélation dans l'ensemble de l'Arctique, à l'exception de petites régions du sud de la mer de Norvège et de la mer de Béring, qui restent libres de glace tout au long de l'hiver. En été, les températures moyennes sont supérieures au point de congélation dans toutes les régions, à l'exception du centre du bassin arctique, où la glace de mer survit pendant l'été, et de l'intérieur du Groenland.

Température moyenne de juillet dans l'Arctique

Les cartes de droite montrent la température moyenne dans l'Arctique en janvier et en juillet, qui sont généralement les mois les plus froids et les plus chauds. Ces cartes ont été réalisées à partir des données de la réanalyse NCEP/NCAR (en), qui incorpore les données disponibles dans un modèle informatique afin de créer un ensemble cohérent de données mondiales. Ni les modèles ni les données ne sont parfaits, de sorte que ces cartes peuvent différer d'autres estimations des températures de surface ; en particulier, la plupart des variables climatiques de l'Arctique indiquent que les températures au-dessus du centre de l'océan Arctique en juillet se situent en moyenne juste au-dessous du point de congélation, soit quelques degrés de moins que ce qu'indiquent ces cartes,(URSS, 1985). Une variable climatique antérieure des températures dans l'Arctique, basée entièrement sur les données disponibles, est présentée dans cette carte de l'Atlas des régions polaires de la CIA.

### Des températures record dans l’hémisphère nord
L'Organisation météorologique mondiale a reconnu en 2020 une température de -69,6 °C mesurée près du sommet topographique de l'inlandsis groenlandais le 22 décembre 1991, comme étant la plus basse de l'hémisphère nord. Le record a été mesuré par une station météorologique automatique et a été découvert après près de 30 ans.

L'intérieur de l'Extrême-Orient russe, dans le quadrant supérieur droit des cartes, figure également parmi les endroits les plus froids de l'hémisphère Nord. Cela est dû au climat continental de la région, loin de l'influence modératrice de l'océan, et aux vallées de la région qui peuvent piéger l'air froid et dense et créer de fortes inversions de température, où la température augmente, au lieu de diminuer, avec l'altitude. Les températures les plus basses officiellement enregistrées dans l'hémisphère nord sont -67,7 °C à Oïmiakon (Oymyakon) le 6 février 1933, ainsi que -67,8 °C à Verkhoïansk (Verkhoyansk) les 5 et 7 février 1892, respectivement. Cependant, cette région ne fait pas partie de l'Arctique car son climat continental lui permet également d'avoir des étés chauds, avec une température moyenne en juillet de 15 °C. Dans la figure ci-dessous montrant les variables climatiques des stations, le tracé de Iakoutsk (Yakutsk) est représentatif de cette partie de l'Extrême-Orient ; Iakoutsk a un climat légèrement moins extrême que Verkhoyansk.

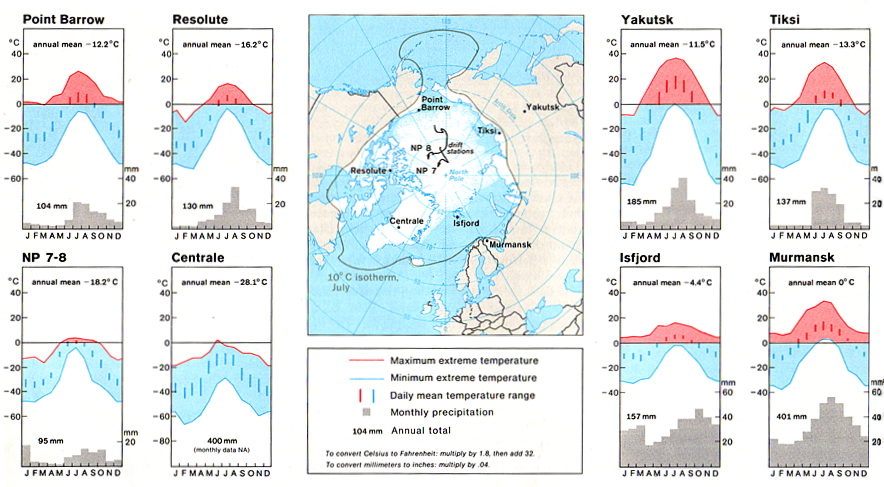
Variables climatiques mensuelles et annuelles de huit emplacements dans l'Arctique et le subarctique

### Bassin arctique
Le bassin arctique est généralement recouvert de glace de mer tout au long de l'année, ce qui influence fortement les températures estivales. Il connaît également la plus longue période sans soleil de toutes les régions de l'Arctique, ainsi que la plus longue période d'ensoleillement continu, bien que la nébulosité fréquente en été réduise l'importance de ce rayonnement solaire.
Malgré son emplacement centré sur le pôle Nord et la longue période d'obscurité qui en découle, cette région n'est pas la plus froide de l'Arctique. En hiver, la chaleur transférée par l'eau à -2 °C à travers les fissures de la glace et les zones d'eau libre contribue à modérer le climat, maintenant les températures hivernales moyennes autour de -30 à -35 °C. Les températures minimales dans cette région en hiver sont de l'ordre de -50 °C.
En été, la glace de mer empêche la surface de se réchauffer au-dessus du point de congélation. La glace de mer est principalement constituée d'eau douce, car le sel est rejeté par la glace lorsqu'elle se forme. La glace qui fond a donc une température de 0 °C, et toute énergie solaire supplémentaire sert à faire fondre davantage de glace, et non à réchauffer la surface. La température de l'air, mesurée à une hauteur standard d'environ 2 mètres au-dessus de la surface, peut s'élever de quelques degrés au-dessus du point de congélation entre la fin du mois de mai et le mois de septembre, bien qu'elle tende à se situer à moins d'un degré du point de congélation, avec une très faible variabilité au plus fort de la saison de fonte.
Dans le figuré ci-dessus montrant les variables climatiques des stations, le tracé en bas à gauche, pour NP 7-8, est représentatif des conditions au-dessus du bassin arctique. Ce graphique montre les données des stations dérivantes soviétiques du pôle Nord, les numéros 7 et 8. Il montre que la température moyenne des mois les plus froids se situe dans les -30°C, et que la température augmente rapidement d'avril à mai ; juillet est le mois le plus chaud, et le rétrécissement des lignes des températures maximales et minimales montre que la température ne s'éloigne pas beaucoup du point de congélation au milieu de l'été ; d'août à décembre, la température baisse de façon constante. La faible amplitude des températures journalières (longueur des barres verticales) s'explique par le fait que l'élévation du soleil au-dessus de l'horizon ne varie pas beaucoup ou pas du tout dans cette région au cours d'une journée.
Une grande partie des variations hivernales de température dans cette région est due aux nuages. En l'absence de lumière du soleil, le rayonnement thermique émis par l'atmosphère est l'une des principales sources d'énergie de cette région en hiver. Un ciel nuageux peut émettre beaucoup plus d'énergie vers la surface qu'un ciel clair, de sorte que lorsque le ciel est nuageux en hiver, cette région a tendance à se réchauffer, et lorsque le ciel est dégagé, cette région se refroidit rapidement.

### L'archipel canadien
En hiver, l'archipel canadien connaît des températures similaires à celles du bassin arctique, mais en été, de juin à août, la présence de beaucoup de terres dans cette région lui permet de se réchauffer davantage que le bassin arctique qui lui est recouvert de glace. Dans le figuré ci-dessus, le tracé pour "Resolute" est typique de cette région. La présence des îles, dont la plupart perdent leur couverture neigeuse en été, permet aux températures estivales de s'élever bien au-dessus du point de congélation. La température maximale moyenne en été avoisine les 10 °C, et la température minimale moyenne en juillet est supérieure au point de congélation, bien que des températures inférieures au point de congélation soient observées tous les mois de l'année.
Les détroits entre ces îles restent souvent recouverts de la glace de mer tout au long de l'été. Cette glace maintient la température de surface au niveau du point de congélation, tout comme elle le fait dans le bassin arctique, de sorte qu'un lieu situé sur un détroit aura probablement un climat estival plus proche de celui du bassin arctique, mais avec des températures maximales plus élevées en raison des vents provenant des îles chaudes voisines.

### Groenland

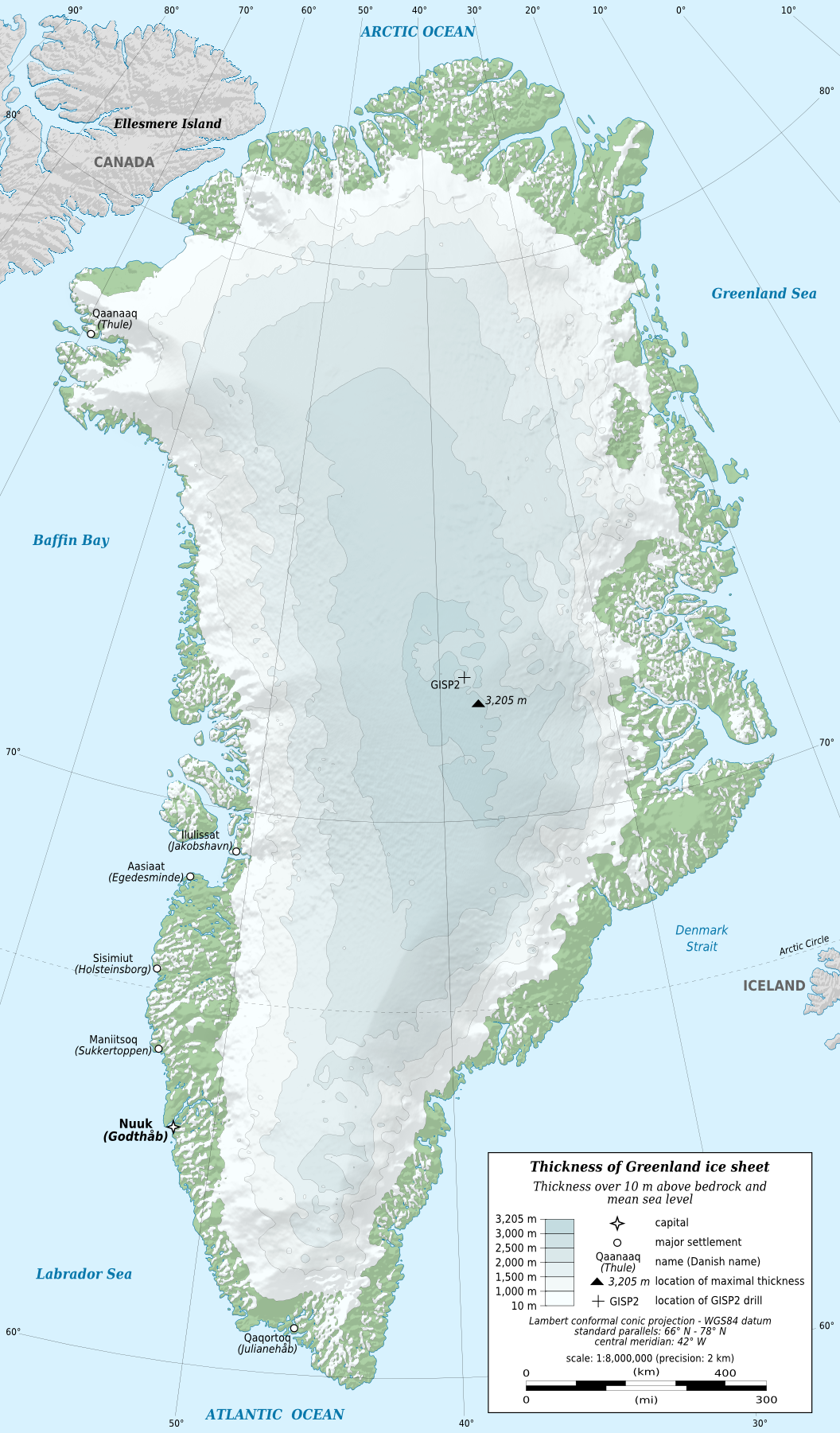
L'épaisseur de la calotte glaciaire du Groenland. Notez qu'une grande partie de la zone en vert a une couverture de neige permanente, elle fait un peu moins de 10 m d'épaisseur.

Du point de vue climatique, le Groenland est divisé en deux régions très distinctes : la région côtière, dont une grande partie est libre de glace, et l'inlandsis. L'inlandsis groenlandais couvre environ 80 % de la superficie du Groenland, s'étendant par endroits jusqu'à la côte. Son altitude moyenne est de 2 100 m et son altitude maximale de 3 200 m. La majeure partie de l'inlandsis reste sous le point de congélation toute l'année. Une grande partie de la calotte glaciaire reste sous le point de congélation toute l'année, et c'est le climat le plus froid de toute la région arctique. Les zones côtières peuvent être affectées par la proximité d'eaux libres ou par le transfert de chaleur de l'océan à travers la glace de mer, et de nombreuses régions perdent leur couverture neigeuse en été, ce qui leur permet d'absorber davantage de rayonnement solaire et de se réchauffer plus que l'intérieur des terres.
Les régions côtières de la moitié nord du Groenland connaissent des températures hivernales similaires ou légèrement plus chaudes que celles de l'archipel canadien, avec des températures moyennes en janvier de -30 à -25 °C. Ces régions sont légèrement plus chaudes que l'archipel en raison de leur proximité avec les zones de la glace de mer mince de première année ou avec l'océan ouvert dans la baie de Baffin et la mer du Groenland.
Les régions côtières de la partie méridionale de l'île sont davantage influencées par les eaux du large et par le passage fréquent de cyclones extratropicaux, ce qui contribue à maintenir la température à un niveau moins élevé que dans le nord. En raison de ces influences, la température moyenne dans ces régions en janvier est considérablement plus élevée, entre -20 et -4 °C.
La calotte glaciaire intérieure échappe en grande partie à l'influence du transfert de chaleur de l'océan ou des cyclones, et son altitude élevée lui confère également un climat plus froid, puisque les températures ont tendance à diminuer avec l'altitude. Il en résulte des températures hivernales plus basses que partout ailleurs dans l'Arctique, avec des températures moyennes en janvier de -45 à -30 °C, en fonction de l'endroit et de la série de données consultée. Les températures minimales en hiver sur les parties les plus élevées de la calotte glaciaire peuvent descendre en dessous de -60 °C (CIA, 1978). Dans la figure de variable climatique des stations ci-dessus, le figuré "Centrale" est représentative de la partie haute de l'inlandsis groenlandais.
En été, les régions côtières du Groenland connaissent des températures similaires à celles des îles de l'archipel canadien, avec une moyenne de quelques degrés au-dessus du point de congélation en juillet, et des températures légèrement plus élevées au sud et à l'ouest qu'au nord et à l'est. L'inlandsis intérieur reste couvert de neige tout au long de l'été, bien que des parties importantes connaissent une légère fonte des neiges. Cette couverture neigeuse, combinée à l'altitude de l'inlandsis, contribue à maintenir des températures plus basses, les moyennes de juillet se situant entre -12 et 0 °C. Le long de la côte, les températures ne varient pas trop grâce à l'influence modératrice de l'eau à proximité ou de la fonte de la banquise. À l'intérieur des terres, les températures ne dépassent guère le point de congélation en raison de la surface enneigée, mais elles peuvent descendre jusqu'à -30 °C même en juillet. Les températures supérieures à 20 °C sont rares, mais elles se produisent parfois dans les régions côtières de l'extrême sud et du sud-ouest.

### Océan sans glaces
La plupart des mers arctiques sont recouvertes de glace pendant une partie de l'année (voir la carte dans la section sur la banquise ci-dessous) ; le terme "libre de glace" désigne ici celles qui ne sont pas recouvertes toute l'année.
Les seules régions qui restent libres de glace toute l'année sont la partie méridionale de la mer de Barents et la majeure partie de la mer de Norvège. Les températures hivernales moyennes sont maintenues à un niveau proche ou supérieur au point de congélation de l'eau de mer (environ -2 °C), car l'océan non gelé ne peut avoir une température inférieure à ce point, et les températures estivales dans les parties de ces régions considérées comme faisant partie de l'Arctique sont en moyenne inférieures à 10 °C. Au cours des 46 années pendant lesquelles des relevés météorologiques ont été effectués sur l'île Shemya, dans le sud de la mer de Béring, la température moyenne du mois le plus froid (février) était de -0,6 °C et celle du mois le plus chaud (août) était de 9,7 °C ; les températures ne sont jamais descendues en dessous de -17 °C ou n'ont jamais dépassé 18 °C ; (Western Regional Climate Center).
Le reste des mers est recouvert de glace pendant une partie de l'hiver et du printemps, mais perd cette glace pendant l'été. Les températures estivales de ces régions se situent environ entre 0 et 8 °C. La couverture de glace hivernale permet aux températures de descendre beaucoup plus bas dans ces régions que dans celles qui sont libres de glace toute l'année. Dans la plupart des mers couvertes de glace de façon saisonnière, les températures hivernales se situent en moyenne entre -30 et -15 °C. Les zones proches de la lisière de la banquise restent un peu plus chaudes en raison de l'influence modératrice de l'eau libre à proximité. Dans la figure de la station-variable climatique ci-dessus, les parcelles de Point Barrow, Tiksi, Murmansk et Isfjorden sont typiques des zones terrestres adjacentes aux mers qui sont couvertes de glace de façon saisonnière. La présence des terres permet aux températures d'atteindre des valeurs légèrement plus extrêmes que celles des mers elles-mêmes.
Un Arctique essentiellement libre de glace pourrait être une réalité au mois de septembre, entre 2050 et 2100.

## Précipitation
Dans la majeure partie de l'Arctique, les précipitations se présentent uniquement sous forme de pluie et de neige. Dans la plupart des régions, la neige est la forme dominante, ou la seule, de précipitations en hiver, tandis que la pluie et la neige tombent en été. La principale exception à cette description générale est la partie haute de l'inlandsis groenlandais, qui reçoit toutes ses précipitations sous forme de neige, en toutes saisons.
Il est plus difficile de compiler des variables climatiques précises des quantités de précipitations pour l'Arctique que des variables climatiques d'autres variables telles que la température et la pression. Toutes les variables sont mesurées dans un nombre relativement restreint de stations dans l'Arctique, mais les observations sur les précipitations sont plus incertaines en raison de la difficulté d'enregistrer dans une jauge toute la neige qui tombe. En général, les vents empêchent une partie de la neige de pénétrer dans les pluviomètres, ce qui entraîne une sous-estimation des quantités de précipitations dans les régions qui reçoivent une grande partie de leurs précipitations sous forme de neige. Des corrections sont apportées aux données pour tenir compte de ces précipitations non capturées, mais elles ne sont pas parfaites et introduisent une certaine marge d'erreur dans les variables climatiques.
Les observations disponibles montrent que les quantités de précipitations varient d'un facteur 10 dans l'Arctique, certaines parties du bassin arctique et de l'archipel canadien recevant moins de 150 mm de précipitations par an, et certaines parties du sud-est du Groenland recevant plus de 1 200 mm par an. La plupart des régions reçoivent moins de 500 mm par an ; à titre de comparaison, les précipitations annuelles moyennes sur l'ensemble de la planète sont d'environ 1 000 mm (voir Précipitations). Sauf indication contraire, toutes les quantités de précipitations indiquées dans cet article sont des quantités équivalentes en liquide, ce qui signifie que les précipitations gelées sont fondues avant d'être mesurées.

### Basin arctique
Le bassin arctique est l'une des régions les plus sèches de l'Arctique. La majeure partie du bassin reçoit moins de 250 mm de précipitations par an, ce qui en fait un désert. De plus petites régions du bassin arctique, juste au nord du Svalbard et de la péninsule de Taïmyr, reçoivent jusqu'à 400 mm de précipitations par an.
Les précipitations mensuelles totales sur la majeure partie du bassin arctique s'élèvent en moyenne à 15 mm de novembre à mai, et atteignent 20 à 30 mm en juillet, août et septembre. Les hivers secs résultent de la faible fréquence des cyclones dans la région pendant cette période, et de l'éloignement de la région des eaux libres chaudes qui pourraient constituer une source d'humidité. Malgré les faibles totaux de précipitations en hiver, la fréquence des précipitations est plus élevée en janvier, où 25 à 35 % des observations font état de précipitations, qu'en juillet, où 20 à 25 % des observations font état de précipitations. La plupart des précipitations signalées en hiver sont très légères, peut-être du poudrin de glace. Le nombre de jours avec des précipitations mesurables (plus de 0,1 mm en une journée) est légèrement plus élevé en juillet qu'en janvier (URSS 1985). Parmi les observations de janvier faisant état de précipitations, 95 à 99 % indiquent qu'elles étaient gelées. En juillet, 40 à 60 % des observations de précipitations indiquent qu'elles étaient gelées.
Les parties du bassin situées juste au nord du Svalbard et de la péninsule de Taïmyr sont des exceptions à la description générale qui vient d'être faite. Ces régions reçoivent de nombreux cyclones affaiblis provenant de la trajectoire des tempêtes (en) de l'Atlantique Nord, qui est la plus active en hiver. Par conséquent, les quantités de précipitations sur ces parties du bassin sont plus importantes en hiver que celles indiquées ci-dessus. L'air chaud transporté dans ces régions signifie également que les précipitations liquides sont plus fréquentes que dans le reste du bassin arctique, tant en hiver qu'en été.

### Archipel canadien
Les précipitations annuelles totales dans l'archipel canadien augmentent considérablement du nord au sud. Les îles du nord reçoivent des quantités similaires, avec un cycle annuel similaire, à celui du bassin arctique central. Sur l'île de Baffin et les petites îles qui l'entourent, les totaux annuels passent d'un peu plus de 200 mm au nord à environ 500 mm au sud, où les cyclones de l'Atlantique Nord sont plus fréquents.

### Groenland
Les quantités de précipitations annuelles indiquées ci-dessous pour le Groenland sont tirées de la figure 6.5 de Serreze et Barry (2005). En raison de la rareté des relevés météorologiques à long terme au Groenland, en particulier à l'intérieur du pays, cette variable climatique des précipitations a été élaborée en analysant les couches annuelles de neige pour déterminer l'accumulation annuelle de neige (en équivalent liquide) et a été modifiée sur la côte à l'aide d'un modèle pour tenir compte des effets du terrain sur les quantités de précipitations.
Le tiers sud du Groenland se trouve dans la trajectoire des tempêtes de l'Atlantique Nord, une région fréquemment influencée par les cyclones. Ces cyclones fréquents entraînent des précipitations annuelles plus importantes que dans la majeure partie de l'Arctique. Cela est particulièrement vrai près de la côte, où le terrain s'élève du niveau de la mer à plus de 2 500 m, ce qui augmente les précipitations en raison du soulèvement orographique. Il en résulte des précipitations annuelles totales de 400 mm dans l'intérieur méridional et de plus de 1 200 mm près des côtes méridionales et sud-est. Certains endroits proches de ces côtes, où le terrain est particulièrement propice à l'ascension orographique, reçoivent jusqu'à 2 200 mm de précipitations par an. Les précipitations sont plus importantes en hiver, lorsque la trajectoire des tempêtes est la plus active, qu'en été.
La côte ouest du tiers central du Groenland subit également l'influence de certains cyclones et du soulèvement orographique, et les précipitations totales sur le versant de la calotte glaciaire près de cette côte atteignent 600 mm par an. La côte est du tiers central de l'île reçoit entre 200 et 600 mm de précipitations par an, avec des quantités croissantes du nord au sud. Les précipitations sur la côte nord sont similaires à celles du bassin arctique central.
L'intérieur de l'inlandsis groenlandais central et septentrional est la partie la plus sèche de l'Arctique. Les totaux annuels y varient de moins de 100 à environ 200 mm. Cette région est continuellement en dessous du point de congélation, de sorte que toutes les précipitations tombent sous forme de neige, davantage en été qu'en hiver. (URSS 1985).

### Océan sans glaces
Les mers des Tchouktches, de Laptev et de Kara ainsi que la baie de Baffin reçoivent un peu plus de précipitations que le bassin arctique, avec des totaux annuels compris entre 200 et 400 mm ; les cycles annuels des mers des Tchouktches et de Laptev et de la baie de Baffin sont similaires à ceux du bassin arctique, avec davantage de précipitations en été qu'en hiver, tandis que la mer de Kara a un cycle annuel plus petit en raison des précipitations hivernales accrues causées par les cyclones de la trajectoire des tempêtes de l'Atlantique Nord,.
Les mers du Labrador, de Norvège, du Groenland et de Barents, ainsi que les détroits du Danemark et de Davis sont fortement influencés par les cyclones de la trajectoire des tempêtes de l'Atlantique Nord, dont l'activité est maximale en hiver. Par conséquent, ces régions reçoivent plus de précipitations en hiver qu'en été. Les précipitations annuelles totales augmentent rapidement, passant d'environ 400 mm dans le nord à environ 1 400 mm dans la partie méridionale de la région. Les précipitations sont fréquentes en hiver, avec des totaux mesurables tombant en moyenne 20 jours chaque mois de janvier dans la mer de Norvège (URSS 1985). La mer de Béring est influencée par la trajectoire des tempêtes du Pacifique Nord et enregistre des précipitations annuelles totales comprises entre 400 et 800 mm, avec également un maximum hivernal.

## La glace de mer

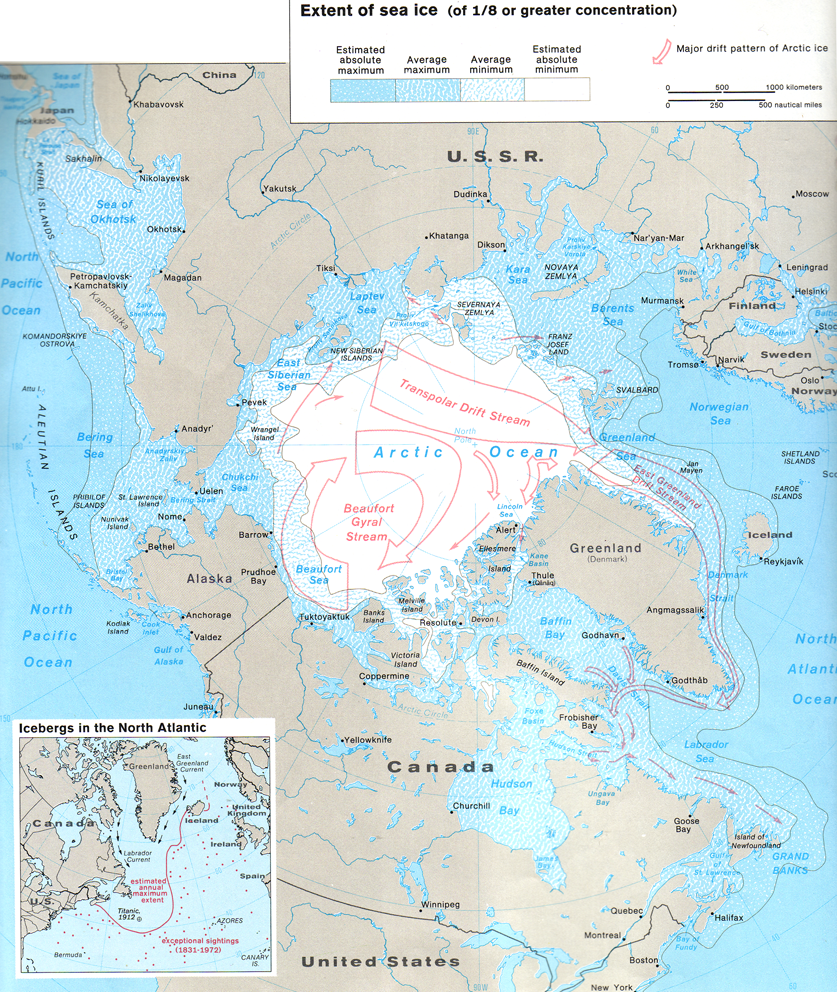
Estimations de l'étendue minimale et maximale absolue et moyenne de la glace de mer dans l'Arctique au milieu des années 1970

La glace de mer est de l'eau de mer gelée qui flotte à la surface de l'océan. C'est le type de surface dominant tout au long de l'année dans le bassin arctique, et elle couvre une grande partie de la surface de l'océan dans l'Arctique à un moment ou à un autre de l'année. La glace peut être nue ou recouverte de neige ou d'étangs d'eau de fonte, selon l'endroit et la période de l'année. La glace de mer est relativement fine, généralement moins de 4 m, avec des crêtes plus épaisses (NSIDC). Depuis le déploiement de la première webcam en 2002, les caméras Web du pôle Nord de la NOAA ont suivi les transitions de la glace de mer estivale de l'Arctique à travers le dégel printanier, les mares de fonte estivales et le gel automnal.
La glace de mer est importante pour le climat et les océans à plusieurs égards. Elle réduit le transfert de chaleur de l'océan vers l'atmosphère ; elle réduit l'absorption de l'énergie solaire à la surface et fournit une surface sur laquelle la neige peut s'accumuler, ce qui diminue encore l'absorption de l'énergie solaire ; comme le sel est rejeté par la glace lorsqu'elle se forme, la glace augmente la salinité des eaux de surface de l'océan là où elle se forme et diminue la salinité là où elle fond, ce qui peut affecter la circulation de l'océan.
La carte de droite montre les zones couvertes par la glace de mer lorsqu'elle est à son maximum (mars) et à son minimum (septembre). Cette carte a été réalisée dans les années 1970 et l'étendue de la glace de mer a diminué depuis lors, mais elle donne une vue d'ensemble raisonnable. À son maximum, en mars, la glace de mer couvre environ 15 millions de km2 de l'hémisphère nord, soit presque autant que le plus grand pays du monde, la Russie.
Les vents et les courants océaniques provoquent le déplacement de la glace de mer. Le modèle typique de mouvement de la glace est illustré sur la carte de droite. En moyenne, ces mouvements transportent la glace de mer du côté russe de l'océan Arctique vers l'océan Atlantique en passant par la zone située à l'est du Groenland, tandis qu'ils entraînent la glace du côté nord-américain à tourner dans le sens des aiguilles d'une montre, parfois pendant de nombreuses années.

## Vent
La vitesse du vent dans le bassin arctique et l'ouest de l'archipel canadien se situe en moyenne entre 4 et 6 m/s (14 et 22 km/h) en toutes saisons. Des vents plus forts se produisent lors de tempêtes, provoquant souvent des conditions de blanc dehors, mais ils dépassent rarement 25 m/s (90 km/h) dans ces régions.
Durant toutes les saisons, les vents moyens les plus forts sont observés dans les mers de l'Atlantique Nord, la baie de Baffin et les mers de Béring et des Tchouktches, où l'activité cyclonique est la plus fréquente. Du côté de l'Atlantique, les vents sont les plus forts en hiver, avec une moyenne de 7 à 12 m/s (25 à 43 km/h), et les plus faibles en été, avec une moyenne de 5 à 7 m/s (18 à 25 km/h). Du côté du Pacifique, la vitesse moyenne est de 6 à 9 m/s (22 à 32 km/h) tout au long de l'année. La vitesse maximale des vents dans l'Atlantique peut atteindre 50 m/s (180 km/h) en hiver.

## Changements dans le climat arctique

### Climats passés

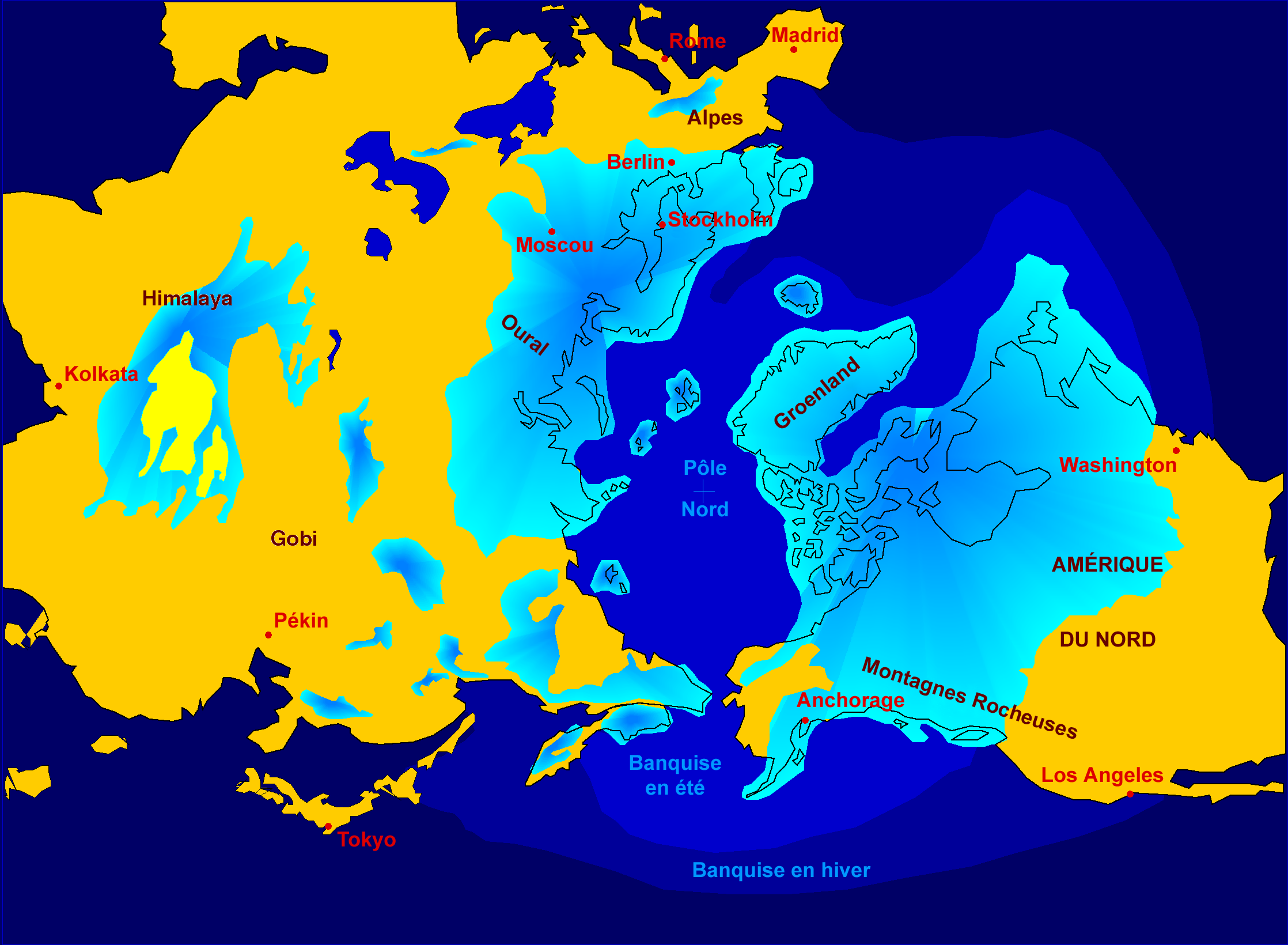
Glaciation de l’hémisphère Nord au cours des dernières périodes glaciaires. La formation de calottes glaciaires de 3 à 4 kilomètres d'épaisseur a provoqué une baisse du niveau de la mer d'environ 120 m.

Comme pour le reste de la planète, le climat de l'Arctique a changé au fil du temps. Il y a environ 55 millions d'années, on pense que certaines parties de l'Arctique abritaient des écosystèmes subtropicaux et que les températures à la surface de la mer dans l'Arctique ont atteint environ 23 °C pendant le maximum thermique du passage Paléocène-Éocène. Dans un passé plus récent, la planète a connu une série de périodes glaciaires et interglaciaires au cours des deux derniers millions d'années, la dernière période glaciaire ayant atteint son étendue maximale il y a environ 18 000 ans et s'étant achevée il y a environ 10 000 ans. Au cours de ces périodes glaciaires, de vastes régions du nord de l'Amérique du Nord et de l'Eurasie étaient recouvertes d'inlandsis semblables à celui que l'on trouve aujourd'hui au Groenland ; les conditions climatiques de l'Arctique se seraient étendues bien plus au sud, et les conditions dans la région arctique actuelle étaient vraisemblablement plus froides. Des proxys de température suggèrent qu'au cours des 8 000 dernières années, le climat a été stable, avec des variations de la température moyenne mondiale inférieures à environ 1 °C (voir Paléoclimat).

### Le réchauffement climatique

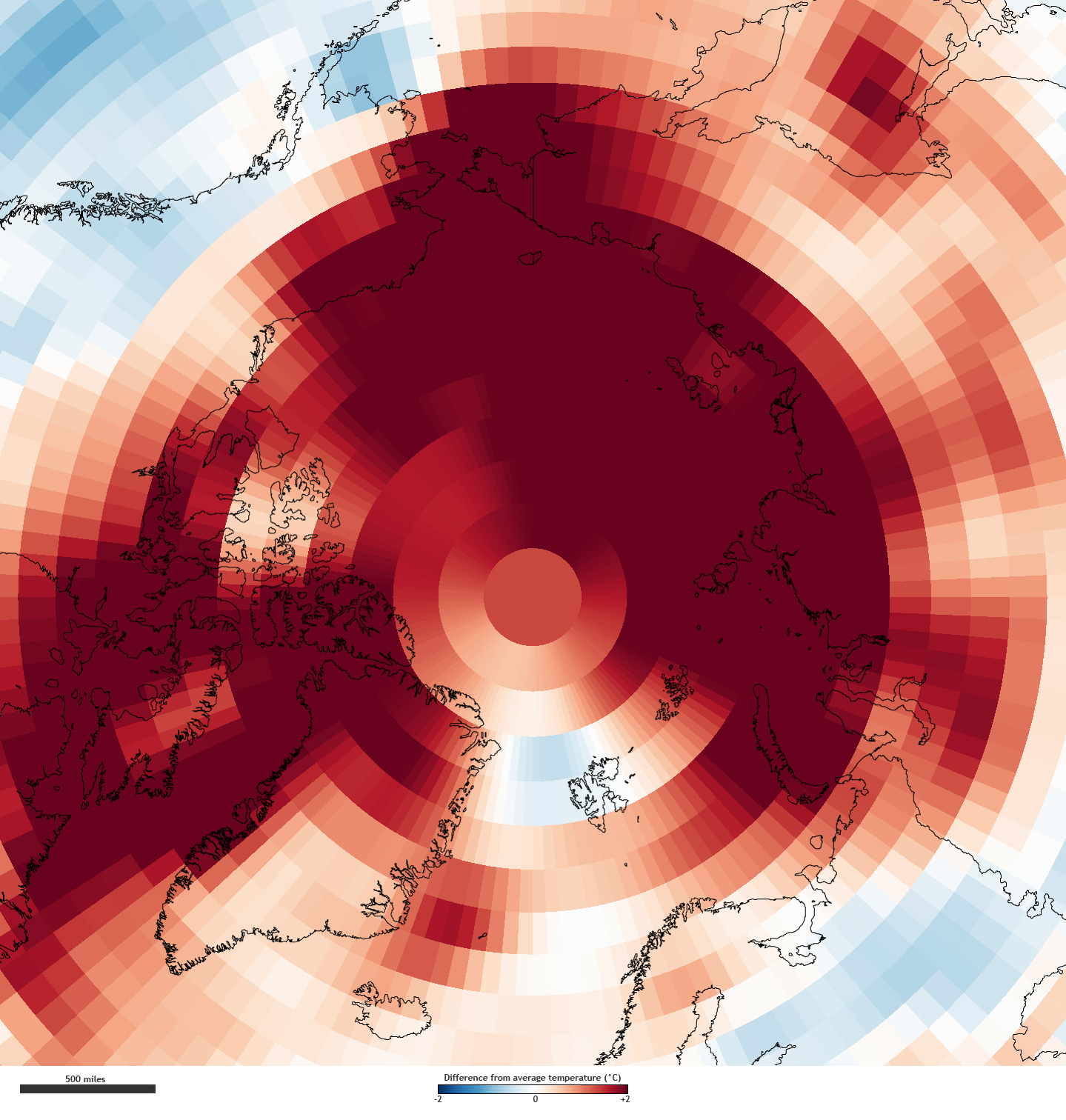
L'image ci-dessus montre les endroits où les températures moyennes de l'air (octobre 2010 - septembre 2011) ont été supérieures (en rouge) ou inférieures (en bleu) de 3°C à la moyenne à long terme (1981-2010).

Il y a plusieurs raisons de penser que les changements climatiques, quelle qu'en soit la cause, peuvent être accentués dans l'Arctique, par rapport aux latitudes moyennes et aux tropiques. La première est la rétroaction glace-albédo, par laquelle un réchauffement initial entraîne la fonte de la neige et de la glace, exposant des surfaces plus sombres qui absorbent davantage la lumière du soleil, ce qui accentue le réchauffement. Deuxièmement, comme l'air froid contient moins de vapeur d'eau que l'air chaud, dans l'Arctique, une plus grande partie de l'augmentation du rayonnement absorbé par la surface contribue directement au réchauffement de l'atmosphère, alors que dans les tropiques, une plus grande partie est évaporée. Troisièmement, comme la structure de la température arctique inhibe les mouvements verticaux de l'air, la profondeur de la couche atmosphérique qui doit se réchauffer pour provoquer le réchauffement de l'air proche de la surface est beaucoup moins importante dans l'Arctique que sous les tropiques. Quatrièmement, une réduction de l'étendue de la glace de mer entraînera un transfert d'énergie plus important de l'océan chaud vers l'atmosphère, ce qui renforcera le réchauffement. Enfin, les modifications des schémas de circulation atmosphérique et océanique provoquées par un changement de la température mondiale peuvent entraîner un transfert accru de chaleur vers l'Arctique, ce qui accentue le réchauffement.

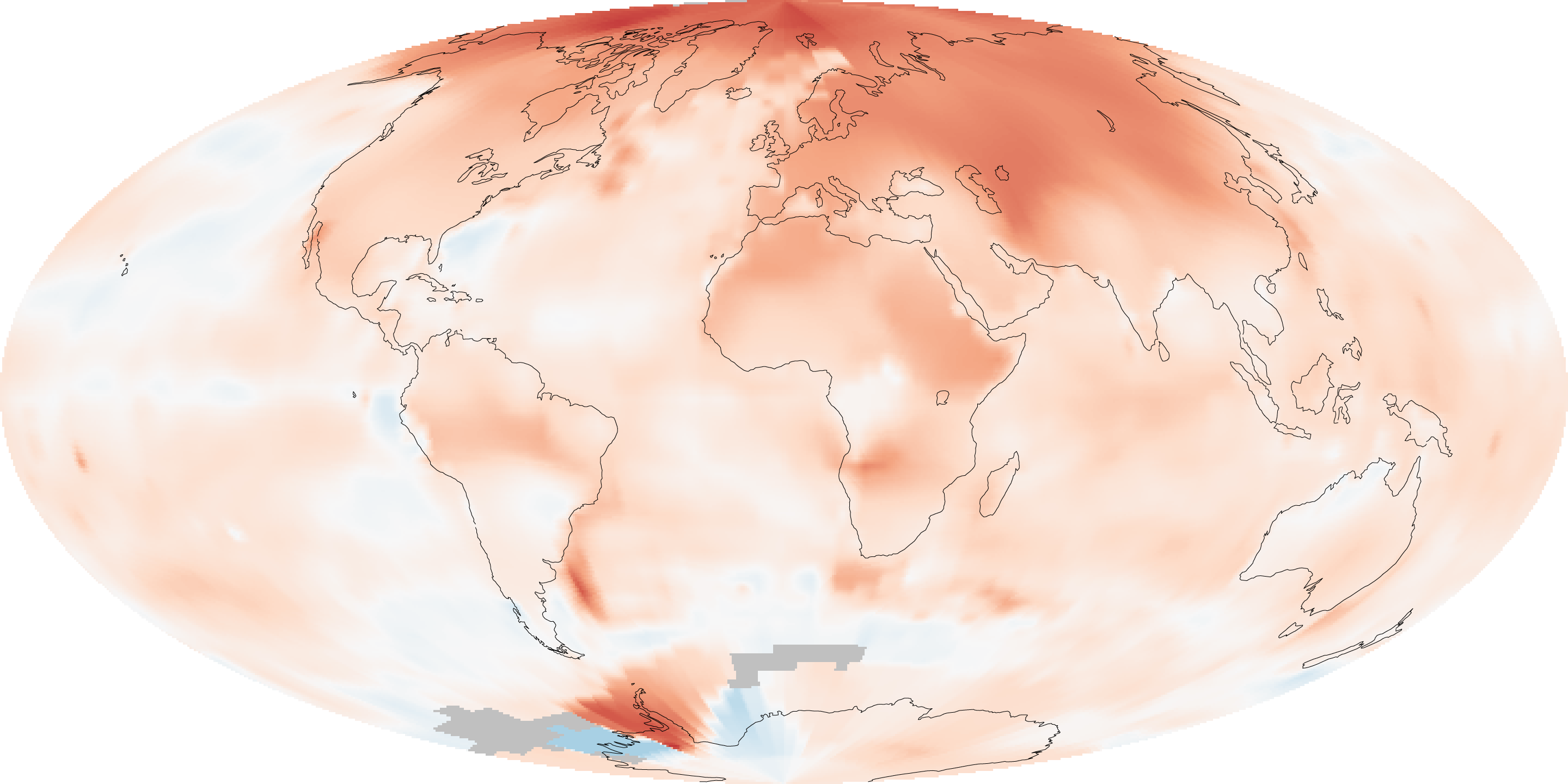
La carte montre l'anomalie de la température moyenne mondiale sur 10 ans (2000-2009) par rapport à la moyenne de 1951-1980. Les augmentations de température les plus importantes se situent dans l'Arctique et la péninsule Antarctique. Source : NASA Earth Observatory

Selon le Groupe d'experts intergouvernemental sur l'évolution du climat (GIEC), "le réchauffement du système climatique est sans équivoque" et la température moyenne mondiale a augmenté de 0,6 à 0,9 °C au cours du siècle dernier. Ce rapport indique également que "la majeure partie de l'augmentation observée des températures moyennes mondiales depuis le milieu du XXe siècle est très probablement [plus de 90 % de chances] due à l'augmentation observée des concentrations de gaz à effet de serre d'origine anthropique". Le GIEC indique également qu'au cours des 100 dernières années, la température moyenne annuelle dans l'Arctique a augmenté presque deux fois plus que la température moyenne mondiale. En 2009, la NASA a indiqué que 45 % ou plus du réchauffement observé dans l'Arctique depuis 1976 était probablement dû à des changements dans de minuscules particules en suspension dans l'air appelées aérosols.
Les modèles climatiques prévoient que l'augmentation de la température dans l'Arctique au cours du siècle prochain continuera d'être environ deux fois supérieure à l'augmentation de la température moyenne mondiale. D'ici la fin du XXIe siècle, la température moyenne annuelle dans l'Arctique devrait augmenter de 2,8 à 7,8 °C, avec un réchauffement plus important en hiver (4,3 à 11,4 °C) qu'en été. La diminution de l'étendue et de l'épaisseur de la banquise devrait se poursuivre au cours du siècle prochain, certains modèles prévoyant que l'océan Arctique sera dépourvu de glace de mer à la fin de l'été vers le milieu ou la fin du siècle.
Une étude publiée dans la revue Science en septembre 2009 a déterminé que les températures dans l'Arctique sont actuellement plus élevées qu'elles ne l'ont jamais été au cours des 2 000 dernières années. L'équipe, dirigée par Darrell Kaufman de l'université du Nord de l'Arizona, a utilisé des échantillons de carottes de glace, d'anneaux de croissance des arbres et de sédiments lacustres provenant de 23 sites pour obtenir des instantanés du changement climatique. Les géologues ont pu suivre les températures estivales de l'Arctique jusqu'à l'époque des Romains en étudiant les signaux naturels dans le paysage. Les résultats ont mis en évidence que pendant environ 1 900 ans, les températures ont régulièrement baissé, en raison de la précession de l'orbite terrestre qui a éloigné la planète du soleil pendant l'été dans l'hémisphère nord,. Ces changements orbitaux ont entraîné une période froide connue sous le nom de petit âge glaciaire au cours des 17e, 18e et 19e siècles,. Cependant, au cours des 100 dernières années, les températures ont augmenté, malgré le fait que les changements continus de l'orbite de la Terre auraient entraîné un refroidissement supplémentaire,,. Les hausses les plus importantes ont eu lieu depuis 1950, quatre des cinq décennies les plus chaudes des 2 000 dernières années ayant eu lieu entre 1950 et 2000. La dernière décennie a été la plus chaude jamais enregistré dans les annales.

## References
- (en) Cet article est partiellement ou en totalité issu de l’article de Wikipédia en anglais intitulé « Climate of the Arctic » (voir la liste des auteurs).

1. ↑  CIA World Factbook
2. ↑  Le petit Larousse : Grand Format, Paris, Larousse, juillet 2005, 1 927 p.  (ISBN 978-2-03-530406-3), (BNF 40025338), p. 1172.
3. 1 2  Camille Escudé-Joffres, « Les régions de l’Arctique entre États et sociétés », sur geoconfluences.ens-lyon.fr, décembre 2021 (consulté le 18 mars 2024)
4. ↑  (en) Ronald O'Rourke, « Changes in the Arctic: Background and Issues for Congress », Diane Publishing,‎ 2011, p. 61 p. (lire en ligne), p. 1
5. 1 2  (en) « Artic region », sur Uni of Lapland (consulté le 19 mars 2024)
6. 1 2  (en) Peter Smithson, Kenneth Addison et Kenneth Atkinson, Fundamentals of the Physical Environment, Londres, Psychology Press, 2002, 627 p. (ISBN 978-0-415-23294-4, lire en ligne), p. 482
7. 1 2 3 4 5 6 7 8 9 10 11 12 13 14  (en) Mark Serreze et Roger G. Barry, The Arctic Climate System, Cambridge, Cambridge University Press, 2014, 2e éd., 404 p. (ISBN 978-1-139-58381-7)
8. 1 2  (en) CIA, American Congress on Surveying and Mapping, « Polar regions : atlas », sur National Foreign Assessment Center, 1978 (consulté le 12 juillet 2018)
9. ↑  (en) World Meteorological Organization (WMO), « WMO verifies -69.6°C Greenland temperature as Northern hemisphere record », 23 septembre 2020 (consulté le 22 mars 2024)
10. ↑  (en) Julienne Stroeve, Marika M. Holland, Walt Meier, Ted Scambos et Mark Serreze, « Arctic sea ice decline: faster than forecasted », Geophysical research letters, vol. 34, no 9,‎ 2007 (lire en ligne)
11. 1 2 3 4 5 6 7 8  (en) Mark Serreze et Roger G. Barry, The Arctic climate system, Cambridge, Cambridge University Press, 2005, 385 p. (ISBN 0 521 81418 9)
12. 1 2 3 4 5 6 7  (en) Mark Serreze et Ciaran Hurst, « Representation of Mean Arctic Precipitation from NCEP–NCAR and ERA Reanalyses », Journal of Climate, vol. 13, no 1,‎ 2000, p. 182-201 (lire en ligne)
13. ↑  NSIDC
14. ↑  (en) United Nations Environment Programme, « UNEP 2007 » [PDF], 13 juin 2007 (consulté le 22 mars 2024)
15. 1 2  (en) Rajmund Przybylak, The Climate of the Arctic, Norwell (Massachusetts), Kluwer Academic Publishers, 2003, 270 p.
16. ↑  (en) Arctic Climate Impact Assessment (ACIA), « Impacts of a Warming Arctic: Arctic Climate Impact Assessment », Cambridge University Press,‎ 15 octobre 2004 (lire en ligne)
17. ↑  (en) NASA Earth Observatory Image of the Day, « 2009 Ends Warmest Decade on Record », 23 janvier 2010 (consulté le 22 mars 2024)
18. 1 2 3  (en) S. Solomon, D. Qin, M. Manning, Z. Chen, M. Marquis, K.B. Averyt, M. Tignor et H.L Miller, GIEC, « Climate Change 2007 : The Physical Science Basis », Cambridge University Press, Cambridge et New-York,‎ 2007 (lire en ligne) 996 p.
19. ↑  (en) NASA, « Aerosols May Drive a Significant Portion of Arctic Warming », 4 aout 2009 (consulté le 22 mars 2024)
20. 1 2 3 4 5  (en) Darrel S. Kaufman, David P. Schneider, Nicholas P. Mckay, Caspar M. Ammann, Raymond S. Bradley, Keith R. Briffa, Gifford H. Miller, Bette L. Otto-Bliesner, Jonathan T. Overpeck et Bo M. Vinther, « Recent Warming Reverses Long-Term Arctic Cooling », Science, vol. 325, no 5945,‎ 2009, p. 1236-1239 (lire en ligne )
21. 1 2 3 4  (en) BBC News, « Arctic 'warmest in 2000 years », 3 septembre 2009 (consulté le 22 mars 2024)
22. ↑  (en) Bryan Walsh, « Studies of the Arctic Suggest a Dire Situation », sur Time, 7 septembre 2009 (consulté le 22 mars 2024)

## Pour aller plus loin
(en) Laurent Morello, CLIMATEWIRE, « Arctic Ice Caps May Be More Prone to Melt. A new core pulled from Siberia reveals a 2.8-million-year history of warming and cooling », sur Scientific American, 22 juin 2012 (consulté le 22 mars 2024)